# Trey Lorenz
Trey Lorenz (nome de nascimento Lloyd Lorenz Smith; Florence, 19 de Janeiro de 1969) é um cantor e compositor estado-unidense.

## Biografia
Graduado na Wilson High School, Lorenz começou sua carreira como vocal de apoio da cantora Mariah Carey na primeira turnê promocional da cantora em 1990, após começou a ser vocal de apoio da cantora a partir do álbum Emotions. O cantor começou a ter notoriedade em 1992 no programa televisivo MTV Unplugged, Lorenz fez um dueto com Mariah na regravação da canção dos Jackson 5 chamada "I'll Be There" - dueto refeito durante toda a carreira dos cantores, até no memorial feito para Michael Jackson no Staples Center em Los Angeles em 7 de Julho de 2009. Essa apresentação fez tanto sucesso que atingiu o primeiro lugar das paradas americanas e de outros locais do mundo.
Trey Lorenz também regravou um dueto da canção "She Deserves It" com a cantora polonesa Basia no álbum The Sweetest Illusion.
Lorenz subseqüentemente fez sucesso de critica no seu primeiro álbum. O compacto "Someone to Hold" (escrito e produzido por Mariah Carey, que também canta os vocais de apoio) alcançou a posição 19ª na Billboard Hot 100. O álbum por si mesmo conseguiu a posição #111 na Billboard 200 e por conseguinte Lorenz foi despedido da gravadora.
Lorenz retornou sua carreira aos vocais de apoio, trabalhando com o grupo TLC, a cantora Selena, o cantor Usher e em um dueto com Basia intitulado "She Deserves It".
Em 2003 Charmbracelet World Tour da cantora, ele cantou as canções "Make You Happy" do filme Men in Black e "I'm Still Not Over You" do filme Money Train.
No mesmo ano assinou um contrato com a gravadora de Mariah, MonarC e posteriormente na gravadora de Jermaine Dupri "So So Def Records", esta última não gravou nenhuma canção.
O seu segundo álbum, Mr. Mista, lançado em 16 de Setembro de 2006. Entre as faixas lançadas estão "See You Sometime", uma canção cantada durante a "Charmbracelet World Tour". Ele promoveu o álbum durante a turnê The Adventures of Mimi de Mariah, enquanto a cantora trocava de roupas Trey cantava as canções do álbum.

## Discografia

### Compactos
- 1992: "Someone to Hold" #19 Hot 100, #5 R&B
- 1993: "Photograph of Mary" #46 R&B, #11 Dance
- 1993: "Just to Be Close to You" #66 R&B
- 2007: "My Everything"
- 2011: "Rescue Me"

### Álbuns
- 1993: Trey Lorenz
- 2006: Mr. Mista